# الماس مغول بزرگ

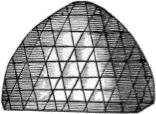
نقاشی الماس مغول بزرگ، توسط تاورنیه در سال 1666

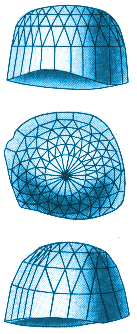
طرحی از الماس مغول بزرگ از کتاب سنگ های قیمتی اثر ماکس بائر، 1904

مغول بزرگ، الماس بزرگی بود که گمان می رود در حدود سال 1650 ، به احتمال زیاد در اطراف معدن کولور در منطقه گلکوندا در جنوب هند کشف شده باشد. تاورنیه که موفق شده است الماس را از نزدیک ببیند آن را اینگونه توصیف کرده است: "شکل الماس شبیه نیمهٔ تخم مرغ نصف شده، است"

## تاریخچه
این الماس در ابتدا به وزن ۷۸۷ قیراط (۱۵۷/۴ گرم) به صورت تراش نخورده به شاه جهان هدیه داده شد 
بعدها جزئی از غنائم جنگ با هند بود که نادرشاه با خود به ایران آورد ولی بعد از ترور او و هرج و مرجی که به وقوع پیوست ناپدید شد و تا امروز گمشده باقی مانده است.برخی از جواهرشناسان اعتقاد دارند که این الماس گم نشده است و همان الماس اورلف در کاخ کرملین است.